# Sielsowiet Krasna
Sielsowiet Krasna (biał. Красненскі сельсавет, ros. Красненский сельсовет) – sielsowiet na Białorusi, w obwodzie grodzieńskim, w rejonie korelickim, z siedzibą w Krasnej. Graniczy z Koreliczami.

## Miejscowości
- agromiasteczko:
  - Krasna
- wsie:
  - Boracin
  - Buszki
  - Kolczyce
  - Komarowicze
  - Kucewicze
  - Lasek
  - Nowoszyno
  - Omniewicze
  - Ostuchowo
  - Pietryki
  - Pogórze
  - Połonna
  - Przecieniewicze
  - Rucica
  - Ruta Dolna
  - Ruta Górna
  - Sadowaja (hist. Babniewo)
  - Strzelniki
  - Tudorowo
  - Wiryszcze
  - Zagórze
  - Zapole
  - Żuki